# The Art Newspaper
The Art Newspaper (fundat el 1983) és un diari d'edició mensual sobre les arts visuals, amb seu a Londres. Es publica en format diari, en comptes de format revista. Està dirigit especialment a professionals de l'art i, tot i que es ven en els principals distribuïdors, no es distribueix àmpliament en petites botigues. Philippe de Montebello, exdirector del Metropolitan Museum of Art de Nova York, el va qualificar com "una valuosa font d'informació sobre l'art i el món de l'art. Se centra en les personalitats, així com les qüestions, però evita la xafarderia i posa l'accent en la precisió abraçar una política editorial que consistentment revela un alt grau de serietat i sentit de responsabilitat." És publicat per l'editorial italiana Umberto Allemandi i té 4 publicacions paral·leles. Compta amb oficines a Londres i Nova York, i corresponsals en més de 20 països, entre ells Itàlia, Índia i Alemanya. La seva directora General és Anna Somers Cocks i el conseller delegat és James Knox. L'Editor és Jane Morris.

## Publicacions d'Arts Newspaper
- Il Giornale dell'Arte (Torí, fundat el 1983)
- The Art Newspaper (Londres, fundat el 1990)
- Ta Nea Tes Technes (Atenes, fundat el 1992)
- Le Journal des Arts (París, fundat el 1994)